# Stone Free
Stone Free kompilacijski je album američkog glazbenika Jimija Hendrixa, postumno objavljena 1981. godine od izdavačke kuće Polydor.

## O albumu
Kompilacija sadrži pjesme koje dolaze s albuma Are You Experienced, Axis: Bold as Love, Electric Ladyland i The Cry of Love te jednu s albuma Loose Ends.

## Popis pjesama
Sve pjesme napisao je Jimi Hendrix, osim gdje je drugačije naznačeno.
| 1. | »All Along the Watchtower« | Bob Dylan |  |
| 2. | »Angel«                    |           |  |
| 3. | »Are You Experienced?«     |           |  |
| 4. | »Castles Made of Sand«     |           |  |
| 5. | »Crosstown Traffic«        |           |  |
| 6. | »Drifter's Escape«         | Bob Dylan |  |

| 1. | »Ezy Ryder«             |             |  |
| 2. | »Johnny B. Goode«       | Chuck Berry |  |
| 3. | »Little Wing«           |             |  |
| 4. | »Long Hot Summer Night« |             |  |
| 5. | »Red House«             |             |  |
| 6. | »Stone Free«            |             |  |

## Izvođači
- Jimi Hendrix – električna gitara, prvi vokal, piano u skladbi 3 i 5, kazoo u skladbi 5, ksilofon u skladbi 9, bas-gitara u skladbi 10, prateći vokal u skladbi 10
- Mitch Mitchell – bubnjevi, prateći vokal u skladbi 5, tamburin u skladbi 9
- Noel Redding – bas-gitara, prateći vokal
- Dave Mason – akustična gitara u skladbi 1, bas-gitara u skladbi 1, prateći vokal u skladbi 5
- Billy Cox – bas-gitara u skladbama 2, 6 i 7